# 食塩中毒
食塩中毒（しょくえんちゅうどく、英:salt poisoning）とは食塩の過剰摂取または食塩摂取量に見合う水分を摂取できなかったことを原因とする中毒。豚や鶏での発生が多く、羊や牛でも発生することがある。発熱、嘔吐、下痢、心機能障害、盲目、遊泳運動などの神経症状が認められる。血液生化学検査では、ナトリウムイオン濃度及び塩素イオン濃度の上昇が認められる。病理学的には、大脳皮質の水腫、好酸球浸潤が認められる。治療には飼料の変更、5％グルコース液の輸液、浣腸および対症療法を行う。